# Балыкса (Алтайский край)
Балыкса — село в Красногорском районе Алтайского края. Входит в состав Усть-Кажинского сельсовета.

## История
Основано в 1856 году. В 1926 году состояло из 205 хозяйств. В национальном составе населения того периода преобладали русские. В административном отношении являлось центром Балыксинского сельсовета Старо-Бардинского района Бийского округа Сибирского края.

## Население
| 1926 | 1997 | 1998 | 1999 | 2000 | 2001 | 2002 | 2003 | 2004 | 2005 |
| ---- | ---- | ---- | ---- | ---- | ---- | ---- | ---- | ---- | ---- |
| 927  | ↘127 | ↘115 | ↗122 | ↗136 | →136 | ↗137 | ↘136 | ↘130 | ↘118 |
| 2006 | 2007 | 2008 | 2009 | 2010 | 2011 | 2012 | 2013 |      |      |
| ↗123 | ↘120 | ↗127 | ↘110 | ↘106 | ↘104 | ↘101 | ↘99  |      |      |

Национальный состав
Согласно результатам переписи 2002 года, в национальной структуре населения русские составляли 93 %.